# Julia Bianchi
Julia Bianchi (Xanxerê, 7 de outubro de 1997), é uma futebolista brasileira, que atua como volante. Atualmente joga pelo Sport Club Internacional e eventualmente pela Seleção Brasileira.

## Carreira
Julia é natural de Xanxerê, interior de Santa Catarina e é formada em administração, chegou a disputar futsal profissionalmente nas categorias de base.
Em 2015 em sua primeira temporada na Ferroviária ganhou a libertadores. Teve passagens pelo Madrid CFF. Em 2019 retornou ao Kindermann e no ano seguinte acabou ficando com o vice-campeonato do campeonato brasileiro, tendo um excelente desempenho inclusive conquistando prêmios individuais.
Em 2021 foi contratada pelo Palmeiras devido a boa campanha do brasileiro do ano anterior. Em 2021 conquistou a Copa Paulista e acabou com o vice-campeonato do Brasileiro. Em 2022 acabou conquistando a sua segunda Libertadores, disputando partidas principalmente como zagueira. 

## Seleção Brasileira

### Base
Disputou o Campeonato Sul-Americano de Futebol Feminino Sub-17 de 2012 com o título acabou se classificando e também foi convocada para a Copa do Mundo de Futebol Feminino Sub-17 de 2012, com apenas 15 anos jogando de lateral direita. Na seleção Sub-20 disputou duas Copas do Mundo a de 2014 e de 2016. E se tornou uma jogadora importante para o Brasil nas edição do Campeonato Sul-Americano de Futebol Feminino Sub-20 sendo campeã das edições 2014 e 2015.

### Principal
Em 2020 teve sua primeira convocação, marcando gol em sua estreia. Disputou o torneio amistoso SheBelieves Cup de 2021, acabando com o vice-campeonato. Em 2021 disputou as olimpíadas de 2020, adiado devido a pandemia de COVID-19.

## Títulos
Ferroviária
- Copa Libertadores da América: 2015

Avaí/Kindermann
- Campeonato Catarinense: 2018, 2019

Palmeiras
- Copa Paulista: 2021
- Copa Libertadores da América: 2022
- Campeonato Paulista: 2022

Seleção Brasileira
- Campeonato Sul-Americano Sub-17: 2012
- Campeonato Sul-Americano Sub-20: 2014, 2015

## Prêmios individuais
Avaí/Kindermann
- Seleção do Campeonato Brasileiro: 2020[18][19]
- Prêmio espnW: 2020[20]

Palmeiras
- Seleção do Campeonato Brasileiro: 2021[21]
- Seleção da Bola de Prata: 2022[22][23]